# Décès en 905
Décès
- 901
- 902
- 903
- 904
- 905
- 906
- 907
- 908
- 909

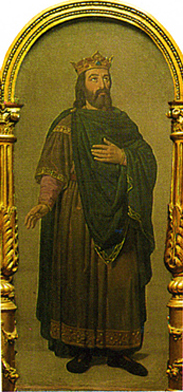
Fortún de Navarre mort en 905.

Cette page dresse une liste de personnalités mortes au cours de l'année 905 :
- 17 mars : Li Yu (prince) (en), prince impérial chinois.
- 5 juillet :
  - Cui Yuan (en), ministre de la dynastie Tang.
  - Dugu Sun (en), ministre de la dynastie Tang.
  - Pei Shu (en), ministre de la dynastie Tang.
- 24 décembre : Yang Xingmi (en), gouverneur militaire chinois.

- Du Hong (en), seigneur de guerre de la dynastie Tang.
- Fortún de Navarre, troisième roi de Navarre et le dernier de la dynastie des Íñiguez.
- Gai Yu (en), militaire au service de Li Keyong (en) (gouverneur de la dynastie Tang).
- Pei Zhi (en), ministre de la dynastie Tang.
- Rhodri ap Hyfaidd, roi de Dyfed (en).

## Crédit d'auteurs
- Cet article est partiellement ou en totalité issu de l'article intitulé « 905 » (voir la liste des auteurs).